# مخزن سد کاراباش
مخزن سد کاراباش (انگلیسی: Karabash Reservoir) یک سد در تاتارستان کشور روسیه است.